# Shalim-akhe
Shalim-akhe o Shalim-akhum (hacia 1950 a. C.), fue un rey paleoasirio, hijo y sucesor de Puzur-Assur I, fundador de su dinastía.

## Historia
Se halla incluido en la Crónica Real Asiria. El único dato histórico que conocemos de él, encontrado en un bloque de alabastro de las ruinas de la ciudad de Assur, es que dedicó un templo en dicha ciudad al dios Assur, del cual se autointitulaba ishshiaku. No tenemos otras noticias de este personaje.
Le sucedió su hijo Ilushuma.
| Predecesor: Puzur-Assur I | Rey de Asiria hacia 1950 | Sucesor: Ilushuma |